# Gregory P. Winter

Sir Gregory Paul Winter CBE FRS FMedSci (født 14. april 1951) er en britisk biokemiker, der er bedst kendt for sin forskning i terapeutisk brug af monoklonale antistoffer. Han opfandt teknikker til både humaniseret (1986) og senere fuldt humaniseret phage display, antistoffer til terapeutisk brug. Tidligere blev antistof udvundet fra mus, hvilket gjorde det vanskeligt at bruge terapeutisk, da det menneskelige immunsystem angreb antistoffet fra mus. I 2018 modtog han nobelprisen i kemi sammen med George Smith og Frances Arnold.